# Peter Sandbichler
Peter Sandbichler (né le 18 septembre 1964 à Kufstein) est un artiste autrichien, travaillant notamment la sculpture et les installations.

## Biographie
De 1979 à 1983, Peter Sandbichler apprend la sculpture sur bois et sur pierre dans l'école d'arts appliqués d'Innsbruck, il passe ensuite un an à l'Art Students League à New York auprès de Martin Knox. Il revient étudier à l'Université des arts appliqués de Vienne auprès de Wander Bertoni (de) puis la sculpture à l'Académie des beaux-arts de Vienne auprès de Bruno Gironcoli. En 1993 et 1994, il va à l'Académie des Beaux-Arts de Francfort-sur-le-Main découvrir les nouveaux médias auprès de Peter Weibel.
En 1995, il expose à la Biennale de Venise dans le pavillon autrichien.